# Поплітник рудоспинний
Поплі́тник рудоспинний (Pheugopedius euophrys) — вид горобцеподібних птахів родини воловоочкових (Troglodytidae). Мешкає в Центральній і Південній Америці.

## Опис
Довжина птаха становить 16-16,5 см, вага 26-32 г. Тім'я коричнювато-сіре, потилиця світло-коричнева, верхня частина тіла руда, спина має оливковий відітнок. Обличчя чорнувате, на ньому є помітні білі смуги. Крила і хвіст рудувато-коричневі. Горло білувате, поцятковане чорними смужками, верхня частина грудей сіра, поцяткована чорними плямками, нижня частина грудей сірувато-коричнева. Решта нижньої частни тіла коричнева. Очі карі, дзьоб зверху темно-сірий або чорний, знизу сизий, лапи сизі або коричнювато-сірі. Виду не притаманний статевий диморфізм. У молодих птахів верхня частина голови оливково-сіра, горло рудевате, чорні плями на ньому відсутні, нижня частина тіла білувата. 

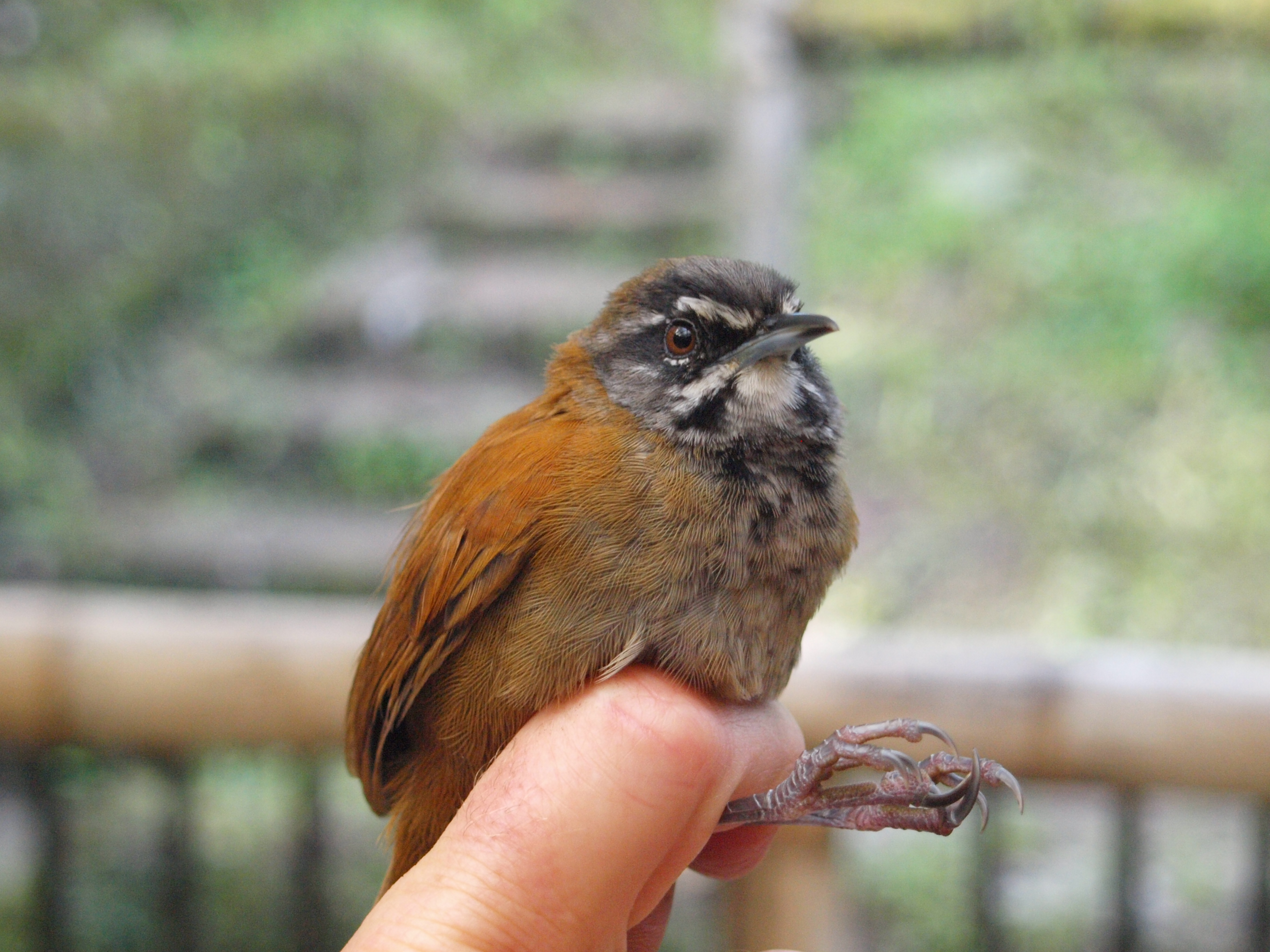
Рудоспинний поплітник (заповідник Беллавіста, Еквадор)

## Підвиди
Виділяють чотири підвиди:
- P. e. euophrys (Sclater, PL, 1860) — Анди на крайньому півдні Колумбії (захід Нариньйо) та на півночі Еквадору;
- P. e. longipes (Allen, JA, 1889)[5] — східні схили Еквадорських Анд;
- P. e. atriceps Chapman, 1924[6] — Анди на північному сході Перу (на північ від Мараньйону);
- P. e. schulenbergi (Parker, TA & O'Neill, 1985)[7] — східні схили Перуанських Анд (на південь від Мараньйону).

Деякі дослідники виділяють підвид P. e. schulenbergi у окремий вид Pheugopedius schulenbergi.

## Поширення і екологія
Рудоспинні поплітники мешкають в Колумбії, Еквадорі і Перу. Вони живуть у високогірних бамбукових заростях Chusquea, в чагарникових заростях та у вологих гірських тропічних лісах. Зустрічаються на висоті від 2000 до 3500 м над рівнем моря. Живляться комахами та іншими безхребетними, іноді доповнюють свій раціон насінням і ягодами. Гніздо кулеподібне з бічним входом, робиться з бамбука.